# Ibn Sidah
Ibn Sidah (Abū l-Hasan Ali Ismā'il al-Magribi al-Mursi, en arabe أبو الحسن علي بن إسماعيل والمعروف بابن سِيدَه المُرسيّ), est un grammairien et lexicographe arabe de l'Espagne musulmane, né à Murcie en 1007 et mort à Dénia en 1066.

## Biographie
Aveugle de naissance, Ibn Sidah a réussi à vaincre ce handicap en faisant des études de philologie, de logique et de musique, d'abord à Murcie puis à Cordoue. Son premier maitre fut son propre père, lui aussi aveugle. Ensuite, il a été pris en charge tour à tour par Abu al-Ala Said al-Bagdadi et Abou Omar Talamenki. L'envergure de son érudition lui a ouvert la cour de Mujāhid al-‘Āmirī, émir de la Taïfa de Dénia.

## Œuvre
Ibn Sidah est connu surtout comme lexicographe, auteur de al-Muhkam [المحكم], dictionnaire de 28 volumes, et de Al-Moukassas [المخصص], glossaire thématique et anatomique. Quoique peu connu dans le Machreq du monde musulman, ses ouvrages ont servi de principales sources à Lisân al-'Arab, notamment pour les ajouts faits par Ibn Manzûr en 1290, et à  Al-Qamus Al-Muhit (arabe: قاموس المحيط) de Fairuzabadi.

## Études
L'un des volumes thématiques de Al-Moukassas étant consacré à la musique, selon le site musicologie.org une édition spéciale tirée de ce dictionnaire a été publiée sous le titre Le Livre des déterminations.
En 1956, l'historien, penseur et islamologue tunisien Mohamed Talbi a consacré à Al-Moukassas une étude publiée sous le titre : Al-Mukhassass d'Ibn Sïda : Études et Index.